# 풋볼테니스
풋볼테니스(영어: Football tennis) 또는 풋네트(futnet)는 1920년대 체코슬로바키아에서 만들어진 스포츠이다. 이 스포츠는 족구와 비슷한 스포츠로 알려져 있으며 실제로도 족구와 흡사하다. 이 스포츠는 실내 또는 실외 코트에서 1명, 2명 또는 3명의 선수로 구성된 두 팀이 낮은 네트로 나누어진 코트에서 진행되며, 손과 손을 제외한 신체의 어느 부위로든 공을 쳐 득점을 겨루는 스포츠이다. 상대 팀이 네트 너머로 공을 되돌리는 것을 어렵거나 불가능하게 만드는 방식으로 상대 지역에서 공을 튕겨내는 행위가 수반된다.

## 역사
1922년, 축구 클럽 슬라비아 프라하의 회원들은 '로프 위의 축구'(football over the rope)라고 불리는 게임을 시작했다. 처음에는 수평으로 매달린 로프 위에서 플레이했으나 나중에 네트로 대체되었기 때문이다. 일반적으로 양쪽에 2~3명의 선수가 팔을 제외한 신체의 모든 부분으로 공을 세 번 터치할 수 있었다(단 한 명의 선수가 연속으로 두 번 공을 터치할 수는 없음). 플레이어는 공을 다른 쪽으로 패스하기 전에 터치 사이에 한 번 최대 3번까지 바운드되도록 할 수 있다.
1940년에 최초의 공식 규칙이 작성되었다. 첫 번째 풋넷(futnet) 컵은 1940년에 열렸고, 1953년부터 1961년 사이에 트람프스카 리가(Trampská Liga)라는 첫 번째 리그가 열렸다. 1961년에 풋넷은 체코슬로바키아 스포츠 조직(czSTV)에 의해 공식 스포츠로 인정되었고 프라하 풋넷 위원회가 설립되었다. 1971년에 체코 풋넷 협회(Ceský nohejbalový svaz)가 설립되었고, 1974년에 슬로바키아 풋넷 협회(Výbor nohejbalového zväzu SÚV czSTV)가 설립되었다.
공식 국제 대회는 수십 년 동안 조직되어 왔다. 유럽 선수권 대회는 1991년부터, 세계 선수권 대회는 1994년부터 개최되었다.

## 같이 보기
- 세팍타크로
- 족구